# Friedrich Wilhelm Murnau
Friedrich Wilhelm Murnau (Bielefeld, 28 december 1888 – Santa Barbara, 11 maart 1931) was een Duits filmregisseur die wereldberoemd werd als maker van expressionistische films. Dit waren geluidloze speelfilms die in de jaren 20 in Duitsland gemaakt werden en waarbij de emoties van de personages door de vormgeving werden uitgebeeld. Deze films hadden vaak een bovennatuurlijk verhaal als uitgangspunt.
De beroemdste films van Murnau zijn Nosferatu, eine Symphonie des Grauens (1922), Der letzte Mann (1924), Faust (1926) en Sunrise: A Song of Two Humans (1927).
Murnau wordt door velen gezien als een van de grootste regisseurs uit de geschiedenis. Dit komt vooral doordat hij veel revolutionaire technieken heeft uitgevonden die sindsdien door anderen zeer vaak zijn nagedaan. Zo is hij bijvoorbeeld uitvinder van het subjectieve camerastandpunt, een standpunt waarbij de camera door de ogen van een personage kijkt.

## Biografie
Hij begon zijn carrière in Duitsland en behoorde daar samen met Fritz Lang, Robert Wiene en Ernst Lubitsch tot de belangrijkste vooroorlogse filmmakers van dat land. Daarna vertrok hij naar Hollywood waar hij nog twee speelfilms maakte voordat hij in 1931 bij een auto-ongeluk om het leven kwam. Het gerucht ging overigens dat hij homoseksueel geweest zou zijn, en dat zijn vriend zich samen met hem in de auto bevond op het moment van het ongeluk.

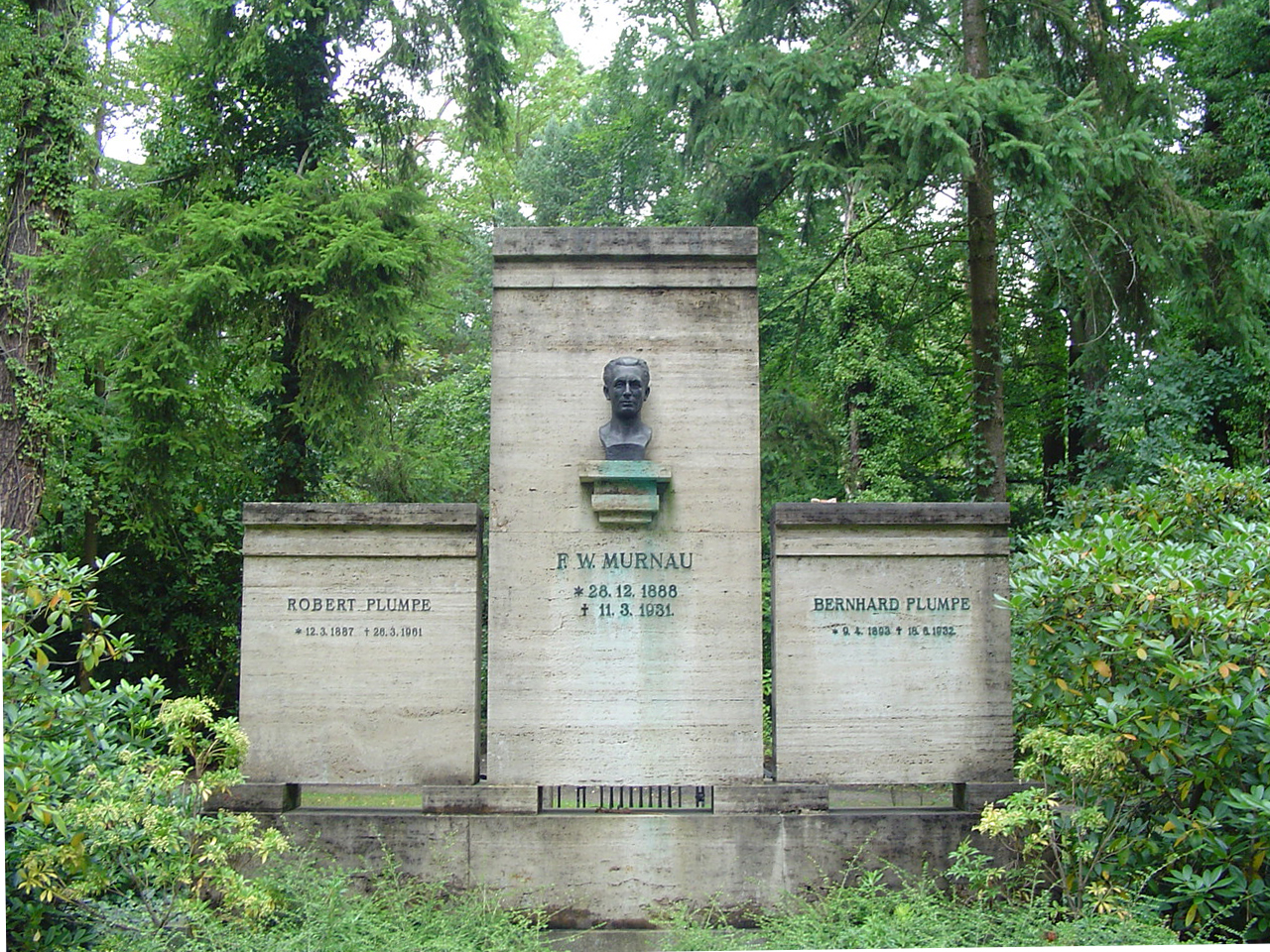
Grafmonument met buste van Ludwig Manzel op het Südwestkirchhof in Stahnsdorf

Zijn lichaam werd terug naar Duitsland gevoerd en bijgezet op het Südwestkirchhof in Stahnsdorf. Carl Mayer en regisseur Fritz Lang hielden de grafreden. Onder de gasten waren onder andere Robert J. Flaherty, Emil Jannings, Erich Pommer en Georg Wilhelm Pabst. Zijn grafsteen is van de hand van Karl Ludwig Manzel. 
In juli 2015 werd het graf door grafrovers geopend en werd het gebalsemd hoofd gestolen.

## Filmografie
- 1919: Der Knabe in Blau (verloren gegaan)
- 1920: Satanas (verloren gegaan)
- 1920: Der Bucklige und die Tänzerin (verloren gegaan)
- 1920: Der Januskopf (verloren gegaan)
- 1920: Abend – Nacht – Morgen (verloren gegaan)
- 1920: Der Gang in die Nacht
- 1921: Marizza, genannt die Schmugglermadonna (verloren gegaan)
- 1921: Schloß Vogelöd
- 1921: Sehnsucht (verloren gegaan)
- 1922: Der brennende Acker
- 1922: Nosferatu, eine Symphonie des Grauens
- 1922: Phantom
- 1923: Die Austreibung (verloren gegaan)
- 1924: Die Finanzen des Großherzogs
- 1924: Der letzte Mann
- 1926: Tartüff
- 1926: Faust
- 1927: Sunrise: A Song of Two Humans
- 1928: 4 Devils (verloren gegaan)
- 1930: City Girl
- 1931: Tabu: A Story of the South Seas